# What difference does it make?
What difference does it make? is een single van de Britse alternatieve rockgroep The Smiths. De single werd uitgebracht op 16 januari 1984 en verscheen later dat jaar op het studioalbum The Smiths. Een opname van een radiosessie met John Peel verscheen datzelfde jaar op het verzamelalbum Hatful of hollow.

## Achtergrond
What difference does it make? werd uitsluitend een hit op de Britse eilanden en bereikte de 12e positie de UK Singles Chart. In Ierland werd eveneens de 12e positie bereikt.
In Nederland werd de plaat wel regelmatig gedraaid op de landelijke radiozenders, echter werden de destijds drie hitlijsten (de Nederlandse Top 40, Nationale Hitparade en de TROS Top 50) niet bereikt. Ook in de Europese hitlijst, de TROS Europarade, werd géén notering behaald.
In België werden de beide Vlaamse hitlijsten en de Waalse hitlijst niet bereikt.

## Informatie nummer
What difference does it make? werd rond november 1982 geschreven als een van de eerste nummers van The Smiths. De single werd hun eerste top 20-hit, maar zanger Morrissey was erg ontevreden met het nummer en noemde zijn tekst "nogal beschamend". Morrissey was meer content met het resultaat van een radiosessie met John Peel uit mei 1983. Op zijn aandringen verving deze versie de originele single op het verzamelalbum The sound of The Smiths uit 2008.
Op de oorspronkelijke hoes van de single stond een foto van de acteur Terence Stamp op de set van de film The Collector uit 1965, waarop hij lachend een zak chloroform vasthoudt. Omdat Stamp het gebruik van zijn afbeelding niet toestond werd een nieuwe hoesfoto gemaakt, waarop de oude hoes wordt nagespeeld door Morrissey met een glas melk in zijn hand. Uiteindelijk gaf Stamp toch zijn toestemming en werd de originele foto weer gebruikt.

## Nummers
| Nr. | Titel                         | Duur |
| --- | ----------------------------- | ---- |
| 1.  | What difference does it make? | 3:20 |
| 2.  | Back to the old house         | 3:00 |

| Nr. | Titel                         | Duur |
| --- | ----------------------------- | ---- |
| 1.  | What difference does it make? | 3:50 |
| 2.  | Back to the old house         | 3:00 |
| 3.  | These things take time        | 2:20 |

## Bezetting
- Morrissey - zang
- Johnny Marr - gitaar
- Andy Rourke - basgitaar
- Mike Joyce - drumstel